# Varrendo a Lua
Varrendo a Lua é o segundo álbum de estúdio da cantora e compositora Roberta Campos, lançado em 2010 pela Deckdisc. O álbum conta com músicas compostas pela própria cantora e possui a participação do cantor Nando Reis na canção "De Janeiro a Janeiro" que fez parte da trilha sonora da telenovela Rebelde, da Record exibida entre 2011 e 2012,[carece de fontes?] e da novela das sete Sangue Bom, da Globo exibida em 2013.

## Lista de faixas
| N.º | Título                                    | Compositor(es)          | Duração |  |
| 1.  | "Varrendo a Lua"                          | Roberta Campos          | 3:23    |  |
| 2.  | "Mundo Inteiro"                           | Campos                  | 4:04    |  |
| 3.  | "Felicidade"                              | Campos Carolina Zocoli  | 3:02    |  |
| 4.  | "Acabou"                                  | Campos                  | 3:10    |  |
| 5.  | "De Janeiro a Janeiro" (Part. Nando Reis) | Campos                  | 3:26    |  |
| 6.  | "Sinal de Fumaça"                         | Campos Nô Stopa         | 4:03    |  |
| 7.  | "Aqui, Ali"                               | Campos                  | 4:09    |  |
| 8.  | "Quem Sabe Isso Quer Dizer Amor"          | Lô Borges Márcio Borges | 3:22    |  |
| 9.  | "Para Aquelas Perguntas Tortas"           | Campos                  | 2:55    |  |
| 10. | "Estou em Paz (Com Você)"                 | Campos                  | 4:57    |  |

| iTunes (Edição de Luxo) |                 |         |  |
| N.º                     | Título          | Duração |  |
| 11.                     | "Iô Iô"         | 3:00    |  |
| 12.                     | "José (Joseph)" | 3:25    |  |

## Participações em Trilhas Sonoras
- De Janeiro a Janeiro fez parte da trilha sonora da novela Rebelde da Rede Record.
- De Janeiro a Janeiro fez parte da trilha sonora da novela Sangue Bom da Rede Globo[2].
- Felicidade fez parte da trilha sonora da novela Além do Horizonte da Rede Globo[3].
- José (Joseph) fez parte da trilha sonora da novela Amor e Revolução do SBT.